# Babiniec (Ociesęki)
Babiniec – była część wsi Ociesęki w Polsce, w województwie świętokrzyskim, w powiecie kieleckim, w gminie Raków.
W latach 1975–1998 miejscowość administracyjnie należała do województwa kieleckiego.